# Air Gemini
Air Gemini is een Angolese luchtvaartmaatschappij met haar thuisbasis in in Luanda. De luchtvaartmaatschappij staat op de Europese zwarte lijst (14 juli 2009) en mag dus niet naar landen van de EU vliegen.

## Geschiedenis
Air Gemini is opgericht in 1999.

## Vloot
De vloot van Air Gemini bestaat uit:(april 2007)
- 3 Boeing B-727-100C
- 1 Douglas DC-9-30